# Leiocassis tenebricus
Leiocassis tenebricus es una especie de peces de la familia Bagridae en el orden de los Siluriformes.

## Morfología
• Los machos pueden llegar alcanzar los 9 cm de longitud total.

## Distribución geográfica
Se encuentra en Borneo (Indonesia ).